# Шамаш (міфологія)
Ша́маш або Уту (від семітського кореня Ш-М-Ш — сонце) — бог сонця у вавилонян і ассирійців. Ім'я його писалося ідеограмою, що позначала: «Владика дня».

## Характеристика
В щоденній мандрівці по небу Уту-Шамаш ввечері ховається, а вранці знову виходить з-за гір (за аккадською традицією, з-за гір Машу). Зазвичай цей вихід йому відкривають два боги-стражі. Вночі Уту-Шамаш подорожує  підземним світом, приносячи мерцям світло, питво, їжу (його аккадський епітет — «сонце мертвих душ»). Як божество всевидючого світла Уту-Шамаш — суддя, хранитель справедливості та правди. Уту — також бог-захисник і представник оракулів. Культ Уту як місцевого божества був розвинений в місті Уруці.
Як бог другої частини доби (вона починалася з вечора), він поступався в значенні богу місяця Сіна і навіть називався іноді його слугою. Однак це не заважало його високому повсюдному шануванню. Головними центрами його культу були Сіппар і Елассар. У другому центрі його храм існував ще в V тисячолітті, але перший згодом затьмарив його і був предметом турбот як вавилонських і каситських, так і ассирійських і халдейських царів, аж до Набоніда, який, напередодні краху монархії, реставрував його, шукаючи допомоги у стародавнього бога. Обидва храми називаються E-barra — «Будинок сяйва». В молитвах і гімнах Шамаш називається царем, цілителем, праведним суддею. Він дає світло, дає полям родючість, людям — добробут, полонених звільняє і навіть воскрешає мертвих. Зображувався Шамаш у вигляді старця з довгою бородою, з високим тюрбаном на голові; він сидить на троні в наосі, на крилі якого поміщаються два візники, керуючі рухом сонячного диска, поміщеного на п'єдесталі перед наосом. На циліндрах іноді попадаються зображення Шамаша, що виходить з горизонту через відкриті двома духами ворота.
Уту — син Нанни і Нінгаль. Чоловік богині  Шанірди. Головні місця шанування Сіппар і Ларса. В обох містах його храми носили назву Е-Бабар («Білий дім»). У Сиппарі Уту ототожнювався з якимось божеством дошумерської епохи, судячи з того, що там його дружиною названа Айа, а сином Бунене (дошумерські імена). Культ Уту (Шамаша) отримав особливо широке поширення після падіння Шумеру, коли його стали вшановувати головним чином, як бога, який встановлює закони й спостерігає за їхнім виконанням.

## Роль у міфології
За традицією, Уту — засновник I династії Урука. Звідси — значущість ролі Уту в міфоепічній традиції Урука, зокрема він зустрічається в епосі про Гільгамеша. Уту — помічник, особистий бог-охоронець епічних героїв цієї династії. В акадському міфі про Етані Шамаш — суддя, що допомагає змії помститися орлу за порушення клятви, але одночасно і помічник Етани, що рятує орла.